# Claws
Claws é uma série de televisão de drama americana que estreou na TNT em 11 de junho de 2017. A série foi encomendada para uma primeira temporada contendo 10 episódios em 13 de dezembro de 2016 e foi originalmente desenvolvida como uma comédia de câmera única de meia hora para HBO. Situado em Palmetto, na Flórida, a série é filmada principalmente em New Orleans. Em 12 de julho de 2017, a TNT renovou a série para uma segunda temporada, que estreou em 10 de junho de 2018.
Em 2 de julho de 2018, a TNT renovou a série para uma terceira temporada.

## Enredo
Cinco manicures no salão Nail Artisan, em Manatee County, Flórida, apresentam o mundo tradicionalmente masculino do crime organizado quando começam a lavar dinheiro para uma clínica de dor nas proximidades.

## Elenco

### Principal
- Niecy Nash como Desna Simms
- Carrie Preston como Polly Marks
- Judy Reyes como Annalise "Quiet Ann" Zayas
- Karrueche Tran como Virginia Loc
- Jenn Lyon como Jennifer Husser
- Jack Kesy como Roller Husser
- Kevin Rankin como Bryce Husser
- Jason Antoon como Ken Brickman
- Harold Perrineau como Dean Simms
- Dean Norris como Clay "Uncle Daddy" Husser
- Jimmy Jean-Louis como Gregory Ruval
(recorrente na 1ª temporada, regular na 2ª temporada)
- Suleka Mathew como Arlene Branch
(recorrente na 1ª temporada, regular na 2ª temporada)

### Recorrente
- Dale Dickey como Juanda "Tia Mama" Husser
- Evan Daigle como Toby
- Hunter Burke como Hank Gluck
- Andrea Sooch como Riva
- Franka Potente como Zlata Ostrovsky (segunda temporada)
- Katherine Reis como Olga Ostrovsky (segunda temporada)
- Sheryl Lee Ralph como Matilde Ruval (segunda temporada)
- Sherry Cola como Lucy Chen (segunda temporada)

## Recepção

### Resposta crítica
A primeira temporada de Claws recebeu principalmente críticas positivas. No site de agregadores de revisão Rotten Tomatoes, a série tem um índice de aprovação de 80% com base em 30 revisões, com uma classificação média de 6,69/10. O consenso crítico do site diz: "Bem-representado, visualmente impressionante e vigorosamente estimulado, Claws deixa uma marca com uma forte primeira temporada que sugere um potencial ainda maior". Metacritic, que usa uma média ponderada, atribuiu uma pontuação de 64 em 100 com base em 21 críticos, indicando "geralmente favorável comentários". Variety descreveu o show como esteticamente cativante, mas com histórias fracas. Um índice de aprovação de 86% para a segunda temporada foi relatado pela Rotten Tomatoes, com uma classificação média de 8.6/10 com base em 7 revisões.